# Joševicai mészárlás
A joševicai mészárlás (horvátul: pokolj u Joševici) egy háborús bűn volt, amelyet a krajinai szerbek félkatonai erői követtek el Joševica horvát faluban a horvátországi háború idején.

## Előzmények
Abban az időben Joševica térségében nem folyt aktív harc, mivel a lázadó szerbek már megszállták a területet. A szerb katonai parancsnokok is garanciákat vállaltak a helyi horvátok felé, hogy békében és biztonságban élhetnek, ha nem vesznek részt fegyveres ellenállásban. Ennek a mészárlásnak a súlyosságát fokozza, hogy ez a horvát lakosságú falu a második világháborúban a partizánok oldalán állt, sőt a helyiek egy része még a partizánok közé is beállt, vagyis nem a Független Horvát Állam (NDH) inkriminált egységeiben harcolt, így mivel ezek az emberek nem érezték magukat fenyegetve, nem hagyták el otthonukat és falujukat.
Felmerült az a feltételezés, hogy a szerb félkatonai csoportok a mészárlást bosszúból követhették el az 1991. december 12-én és 13-án a Horvát Hadsereggel vívott csatában elszenvedett veszteségekért, pontosabban az ún. „gračanicai áldozatokért”, azokért a szerbekért, akiket a horvát hadsereg és a Horvát Köztársaság belügyi egységei akciójában öltek meg Gračanica faluban (a Joševicától mintegy 15 km-re északra, a Kulpa folyó jobb partján fekvő, Glinához tartozó faluban), 1991. december 13-án.
Abban a sikeres akcióban a HV felszabadította a Glina város bejáratáig terjedő területet. A gyilkosságokat Kulpa mentén vívott harcokban elesett szerb katonák temetése előzte meg. A temetésen elhangzott beszédek után már a katonai veszteségek miatt is feldühödött bosszúálló csapat indult el onnan és pontosan 22 horvát meggyilkolását tűzte ki célul.

## A gyilkosságok
Az atrocitások 1991. december 16-án kora délután történtek. A szerb félkatonai erők katonái a helyi glinai területvédelem felderítő és szabotázscsoportjának tagjai voltak, akik hangtompítókkal felszerelt géppisztolyokkal felfegyverkezve 1991. december 16-án hatoltak be a faluba, és horvát civileket az otthonukban lőtték le. A szerb félkatonai erők a Glina városa melletti Joševica faluban összesen 21 horvát civilt öltek meg. Az elkövetők házról házra jártak, és minden embert, akit ott találtak, kortól és nemtől függetlenül megöltek, majd egyenként lerombolták a házakat. Megállapítást nyert, hogy a bűnözők „azokban a házakban ölték meg a civileket, ahol megtalálták őket, az ágyon, az asztalnál, a bejárati ajtónál”. Automata lőfegyverekkel közvetlen közelről lőttek az áldozatok fejébe (a fej hátsó részébe, nyakába, arccsontjaiba, arcába, halántékába). Egy civil súlyos sebekkel élte túl a támadást. Néhány hét múlva a szerb félkatonai erők újabb mészárlást követtek el, további 3 horvátot megölve. A Joševicán élt 133 lakos közül (1991. évi népszámlálás) összesen 32 joševicai lakost öltek meg. Az áldozatok többsége nők és idősek voltak, a legidősebb áldozat 90 éves, négy áldozat pedig 10 és 16 év közötti gyermek volt.

## Következmények
E bűncselekmények után a Maja folyó völgyében, ahol öt, többségében horvát falu található (Dolnjaki, Joševica, Maja, Prijeka és Svračica ) az összes horvátot kitelepítették, ami lehetővé tette a szerbek számára, hogy etnikailag megtisztítsák a Glinától Dvor na Uniig terjedő területet a horvátoktól. A Maja-medence mellett a Glinától északra fekvő 27 faluból (Bišćanovo, Donja Bučica, Gornja Bučica, Desni Degoj, Dvorišće, Ilovačak, Gračanica, Hađer, Donje Jame, Gornje Jame, Jukinac, Kihalac, Novo Selo Glinsko, Marinbrod, Prekopa, Selkovac Donji, Selkovac Gornji, Slatina Pokupska, Velika Solina, Mala Solina, Stankovac, Šatornja, Gornje Taborište, Donje Taborište, Donji Viduševac, Gornji Viduševac, Zaloj) ugyancsak minden horvátot elűztek. Az említett falvak lakói döntően horvátok voltak. Az összes említett terület közigazgatásilag Glina városához tartozott. Így a szerbek akciója után a fizikai felszámolás és a megfélemlítés eredményeként az egész terület elhagyatott lett, ahonnan 7000 lakos tűnt el. Ezzel a Kulpától a délkeleti Dvor na Uniig az egész területet etnikailag megtisztították, és egyedüli lakosai szerbek lettek.

### A háborús bűnök vizsgálata
Akkoriban Nikola Sužnjević, az akkori Krajinai Szerb Köztársaság (RSK) vizsgálóbírája (2008-ban Glina város tanácsának tagja) vizsgálta az eseményeket, és részletes, pontos jegyzőkönyvet készített az áldozatok listájával és annak leírásával, hogyan ölték meg ezeket a személyeket. Ennek ellenére az RSK megszálló hatóságai nem tettek további lépéseket, és az áldozatokat megnevező tanúk megléte ellenére sem indult eljárás az elkövetők ellen.
A Horvát Köztársaság Állami Ügyészsége (DORH) hat szerb állampolgára ellen emelt vádat a Joševica-ügy miatt. Valamennyien 1995-ben a horvát Villám hadművelet után távoztak Szerbiába, ahol állandó lakhelyet szereztek maguknak. A DORH majdnem 17 évvel később tette meg vádemelést az eseményekkel kapcsolatban.

## Fordítás
- Ez a szócikk részben vagy egészben  a   Joševica massacre című angol Wikipédia-szócikk ezen változatának fordításán alapul.  Az eredeti cikk szerkesztőit annak laptörténete sorolja fel. Ez a jelzés csupán a megfogalmazás eredetét és a szerzői jogokat jelzi, nem szolgál a cikkben szereplő információk forrásmegjelöléseként.
- Ez a szócikk részben vagy egészben  a   Pokolj u Joševici 16. prosinca 1991. című horvát Wikipédia-szócikk ezen változatának fordításán alapul.  Az eredeti cikk szerkesztőit annak laptörténete sorolja fel. Ez a jelzés csupán a megfogalmazás eredetét és a szerzői jogokat jelzi, nem szolgál a cikkben szereplő információk forrásmegjelöléseként.